# لايتسيندام- فوربورخ
لايتسيندام- فوربورخ Leidschendam-Voorburg  هي مدينة وبلدية غرب هولندا، في مقاطعة جنوب هولندا.

## طوبوغرافيا
خريطة طوبوغرافية هولندية لبلدية لايتسيندام- فوربورخ، يونيو 2015، (تقرأ بعد ثلاث نقرات على الخريطة).